# Fredrik Eklund
Fredrik Eklund (nacido en Estocolmo el 26 de abril de 1977) es un escritor, novelista, empresario y actor pornográfico gay sueco. Conocido también con el nombre de Tag Ericksson. 

## Biografía
Es hijo de Klas Eklund, un escritor de economía que ha participado en varios programas de televisión en Suecia. Es nieto del famoso actor Bengt Eklund (1925-1998) y de Fylgia Zadig. También tiene un hermano mayor llamado Sigge Eklund, también novelista.
Fredrik Eklund estudió en la Universidad Privada de Economía de Estocolmo y trabajó para el periódico Finanstidningen. 
Reside en Nueva York junto con su pareja de nombre Andres. 

### Empresario
Mientras estudiaba, él y unos amigos crearon un bar gay llamado Billy. En 1999 fundó una compañía en internet llamada Humany.

### Incursión en el mercado pornográfico
Más tarde, un representante de Jet Set Productions, le escribió un correo electrónico comentándole acerca de una propuesta para trabajar como actor porno en su compañía. Después de considerarlo durante un largo tiempo, aceptó. Según el mismo, su deseo era saciar su curiosidad y escribir más tarde acerca de su experiencia. Trabajó para la película The Hole por la que ganó el premio de GayVN en la categoría de Mejor escena sin compañía. En marzo de 2003 apareció en la portada de la revista de temática gay Freshmen.

## Filmografía
| Año  | Título                          | Estudio             |
| ---- | ------------------------------- | ------------------- |
| 2003 | The Hole                        | Jet Set Productions |
| 2003 | American Porn Star              | Jet Set Productions |
| 2003 | Training Camp 1                 | Jet Set Productions |
| 2003 | Training Camp 2                 | Jet Set Productions |
|      | Desert Pick-Up 2                | Jet Set Productions |
|      | Jet Set Direct                  | Jet Set Productions |
|      | Lords II                        | Jet Set Productions |
|      | Tag Eriksson Collectors Edition | Jet Set Productions |